# Карагулян, Карен
Каре́н Карагуля́н (арм. Կարեն Կարագուլյան, англ.  Karren Karagulian; род. 1969, Ереван, Армянская ССР, СССР) — американский актёр армянского происхождения, продюсер и сценарист.

## Биография
Карен Карагулян родился в 1969 году в Ереване. 
В 18 лет поступил в институт на специальность «Экономика и организация сельского хозяйства». Вскоре был призван в ВС СССР для прохождения срочной службы; отслужил два года под Ленинградом. 
После службы он вернулся в Ереван, и в 1990 году эмигрировал в США.
С раннего возраста проявлял интерес к искусству и театру, занимался в местных театральных кружках. Первоначально он работал в различных сферах, чтобы обеспечить семью, и даже не задумывался о карьере в кино. Несмотря на это, любовь к искусству оставалась с ним на протяжении всей жизни.

## Карьера
Карьеру в кино Карен Карагулян начал в середине 1990-х годов. Первым шагом стало случайное знакомство со студентами Нью-Йоркской киношколы, среди которых был Шон Бэйкер — друг друга Карена.
Друг Карена предложил ему сняться в учебном фильме, где он исполнил роль пакистанца. Этот проект занял первое место в конкурсной программе киношколы, а Шон Бэйкер, принимавший участие в фильме, заметил талант Карена.
В 1995 году Бэйкер пригласил Карена на съёмки своего фильма «Слова из четырёх букв» (2000), где он сыграл продавца на заправке. Хотя роль была небольшой, сцена произвела сильное впечатление на режиссёра. Это вдохновило Бэйкера писать роли специально для Карена в своих последующих фильмах. В дальнейшем он участвовал в нескольких фильмах Бэйкера, включая «На вынос» (2004) и «Принц Бродвея» (2008), где исполнил роль лавочника Левона.
Знаковым моментом в карьере стал фильм «Мандарин» (2015), где Карен выступил не только как актёр, но и как продюсер, занимаясь подбором актёров, написанием диалогов и переводом субтитров. Его естественность в этих работах сделали его востребованным в независимом кино.
В 2024 году Карен Карагулян снялся в фильме Шона Бэйкера «Анора», действие которого разворачивается на Брайтон-Бич. Что касается истории фильма, сам Карен объяснил процесс создания картины следующим образом: «Мы начали писать историю вместе в 2009 году — это было похоже на историю о приятелях, происходящую на Брайтон-Бич. И мы пытались её снять, но не могли получить финансирование. Несколько лет назад он позвонил мне и сказал, что написал сценарий, который хочет, чтобы я прочитал, и он прислал мне „Анору“. Я был в восторге от того, насколько хорошо написан, насколько проницателен этот сценарий. Я влюбился в него. И, конечно, мы всегда общались по поводу имён персонажей, мест, армянских диалогов или русских диалогов».
Фильм стал знаковым в карьере Карена, поскольку, хотя до «Аноры» он подумывал о возможном уходе из актёрства, успех этого проекта привлёк к нему повышенное внимание и оживил его карьеру. В картине также сыграли Майки Мэдисон, Марк Эйдельштейн, Юра Борисов, Ваче Товмасян и Алексей Серебряков. Премьера фильма состоялась 21 мая 2024 года на Каннском кинофестивале, где он получил «Золотую пальмовую ветвь» и стал фаворитом в гонке за премию «Оскар».
Карен Карагулян был номинирован на премию «Независимый дух» (англ. Independent Spirit) за лучшую мужскую роль второго плана за свою роль в «Анора».
Кроме того, в январе 2025 года Американская Гильдия киноактёров номинировала актёрский состав фильма «Анора» на премию в категории «Лучший актёрский состав».

## Фильмография
| Год  |     | Русское название      | Оригинальное название | Роль                                  |
| ---- | --- | --------------------- | --------------------- | ------------------------------------- |
| 2000 | ф   | Слова из четырёх букв | Four Letter Words     | Заправщик / Gas station attendant     |
| 2004 | ф   | На вынос              | Take Out              | Курица или говядина / Chicken or beef |
| 2008 | ф   | Принц Бродвея         | Prince of Broadway    | Левон / Levon                         |
| 2012 | ф   | Старлетка             | Starlet               | Араш / Arash                          |
| 2014 | ф   | Река основ            | River of Fundament    | Платер / Plater                       |
| 2014 | ф   | Велкам хом            | Velkam khom           | Бабкен / Babken                       |
| 2015 | ф   | Мандарин              | Tangerine             | Размик / Razmik                       |
| 2016 | ф   | Дилемма Тома          | Tom's Dilemma         | Фрэнки / Frankie                      |
| 2017 | ф   | Проект «Флорида»      | The Florida Project   | Нарек / Narek                         |
| 2017 | кор | Обломки               | Debris                | Тадевос / Tadevos                     |
| 2019 | кор | Эта земля             | This Land             | Азат / Azat                           |
| 2020 | кор | American 11           | American 11           | Рамзан / Ramzan                       |
| 2021 | кор | Khaite FW21           | Khaite FW21           |                                       |
| 2021 | ф   | Красная ракета        | Red Rocket            | Араш / Arash                          |
| 2023 | кор | Плотоядное животное   | Carnivore             | Армен / Armen                         |
| 2024 | ф   | Анора                 | Anora                 | Торос / Toros                         |

## Награды и номинации
| Год  | Награда                                     | Категория                  | Работа  | Результат |
| ---- | ------------------------------------------- | -------------------------- | ------- | --------- |
| 2025 | Независимый дух (Independent Spirit Awards) | Лучший актёр второго плана | «Анора» | Номинация |
| 2025 | Премия Гильдии киноактёров США (SAG Awards) | Лучший актёрский состав    | «Анора» | Номинация |